# Symplocos microstyla
Symplocos microstyla là một loài thực vật có hoa trong họ Dung. Loài này được Aranha, P.W.Fritsch & Almeda mô tả khoa học đầu tiên năm 2005.